# Излер, Иван Иванович
Иван Иванович Излер (Иоганн Люциус, 4 сентября 1810, Давос — 20 сентября 1877, Санкт-Петербург) — петербургский антрепренёр и кондитер XIX века, швейцарец по происхождению.

## Биография

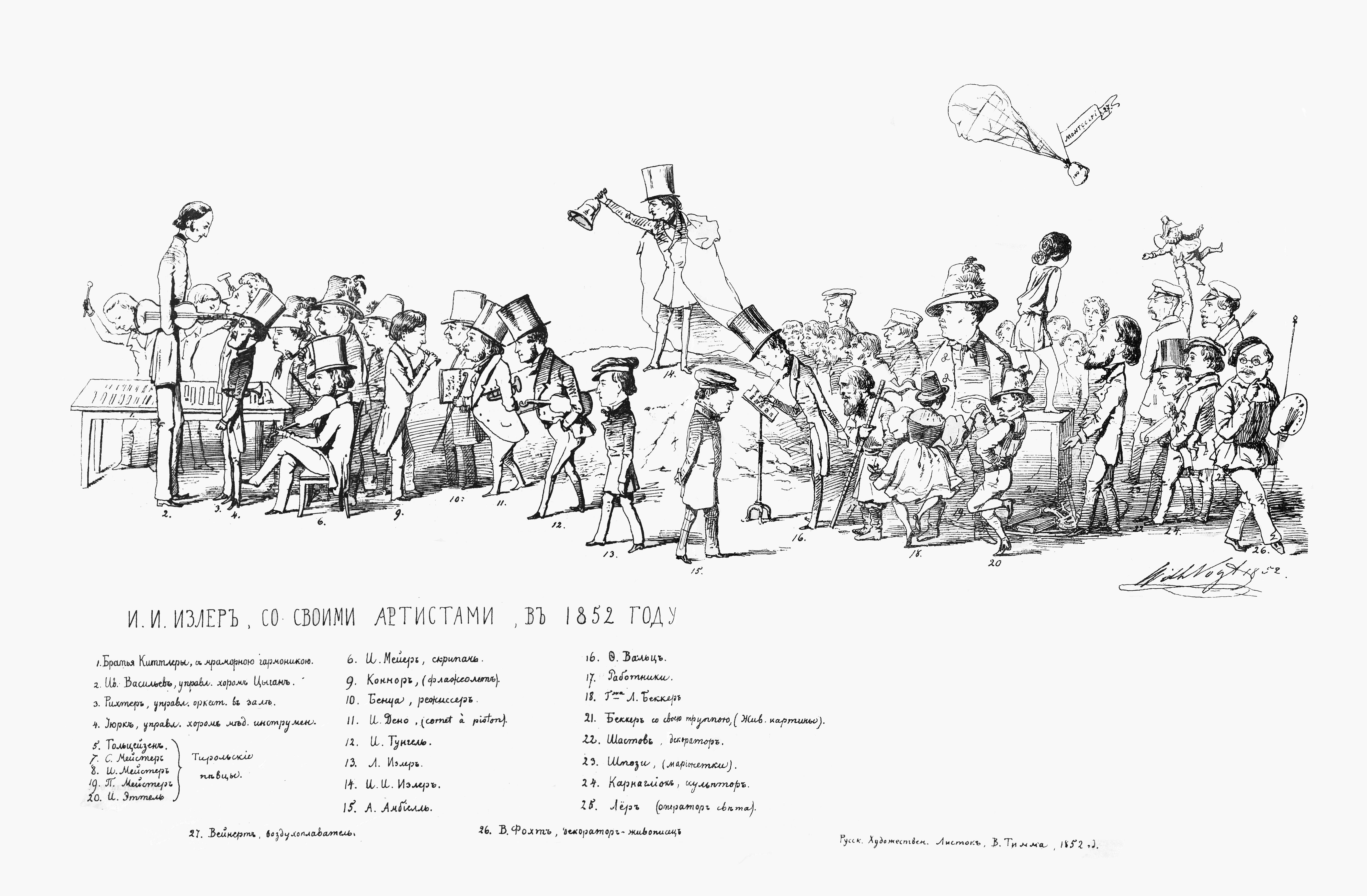
И. И. Излер со своими артистами в 1852 году. Рис. В. Фохта.

Излер родился 4 августа 1810 года в Давос-плаце (часть Давоса). Во время голода 1816—1817 годов переехал вместе с родителями и сестрой Маргаритой в Санкт-Петербург.
После смерти отца, видимо, закончил кондитерскую подготовку под руководством своего отчима (и мастера российской гильдии кондитеров) Х. Ауэра. С начала 1830-х годов работал «первым гарсоном» (старшим официантом) в знаменитой кондитерской Амбиеля, которую посещали Пушкин и другие лицеисты.
Около 1836 года Амбиель уехал обратно в Давос и продал кондитерскую Излеру, который её сильно расширил, открыв в 1840 году кафе на первом этаже дома Армянской церкви (Невский проспект, дом 42).
В 1848 году арендовал существовавший с 1830-х годов на земле графа Строганова в «Новой Деревне» воксал заведения искусственных минеральных вод (также известный как «сад Излера»). До Излера на эстраде воксала два раза в неделю по вечерам играла музыка; Излер нанял оркестр Ивана Гунгля, цыганский хор Васильева, труппу гимнастов-арабов, поставил входившие тогда в моду живые картины, устраивал фейерверки и иллюминации. Эти развлечения пришлись по вкусу петербуржцам, уставшим от свирепствовавшей тогда холеры. В 1860-х годах сад стал приходить в упадок и Излер его оставил.
После ряда деловых неудач, Излер умер 20 сентября 1877 года в Петербурге в «крайней бедности».
Считается, что Излер первым в России завёл в 1849 году отдельные кабинеты в своём кафе-ресторане в доме Армянской церкви.

## Семья
Отец Излера, Иоганн, родившийся в 1785 году, умер в феврале 1818 года вскоре после переезда в Россию, недолго проработав в Петербурге кондитером.
Мать Излера, урождённая Миерта Амбиель (нем. Miertha Ambühl), приходилась сестрой знаменитому в то время петербургскому кондитеру Христиану Амбиелю (нем. Christian Ambühl), рождённому в 1794 году в Давос Гларис. Около 1825 года Миерта вышла замуж снова, в этот раз за вдовца, Ханса Ульриха Ауэра (нем. Hans Ulrich Auer, 1778—1850). Ауэр работал с Хансом Лареда (нем. Hans Lareda) из Преца и Мартином Хемми (нем. Martin Hemmi) из Курвальдена, которые в самом начале XIX века основали первые швейцарские кондитерские в российских столицах.
24 мая 1832 года Излер женился на 20-летней Иоганне Риц-а-Порта (нем. Johanna Dorothea Riz à Porta), сестре (дочери?) будущего владельца первого российского кафе «Доминик». В семье родились восемь сыновей и дочь; из них, по-видимому, лишь два сына дожили до зрелых лет: Александр Христиан (1843—1881) и Андреас Тобиас (1846—1895). Андреас стал книгопродавцом в Петербурге.

## Работы Излера
- В 1845 году Излер получил патент № 307 на «машину для приготовления мороженого».
- Полный кондитер, содержащий в себе наставление к приготовлению всех кондитерских изделий, как-то: разного рода печений, подаваемых к чаю, пирогов, тортов, мелкого пирожного, ягодных и фруктовых вареньев и пр., составленный из 20-летних опытов в кондитерском искусстве под руководством Ивана Ивановича Излера, кондитером Г. Д. — 1854.